# Breakout...!!!
Breakout... !!! är Mitch Ryder and the Detroit Wheels andra musikalbum, utgivet 1966 på skivbolaget New Voice. Det här albumet innehöll två av gruppens största hits, "Devil With a Blue Dress On/Good Golly Miss Molly", "Little Latin Lupe Lu' " och andra råa tagningar på R&B-hits. Albumet har getts ut i nyutgåva på skivbolaget Sundazed.

## Låtlista
1. Walking the Dog  (Thomas) - 2:25
2. I Had It Made  (Bloodworth/Brown/Crewe/Levise) - 2:39
3. In the Midnight Hour  (Cropper/Pickett) - 2:30
4. Ooh Poo Pah Doo  (Singleton) - 2:46
5. I Like It Like That  (Kenner/Toussaint) - 2:44
6. Little Latin Lupe Lu  (Medley) - 3:07
7. Devil With a Blue Dress On/Good Golly Miss Molly  (Blackwell/Long/Marascalco/Stevenson) -  3:04
8. Shakin' With Linda  (Isley/Isley) - 3:13
9. Stubborn Kind of Fellow  (Dozier/Holland/Holland) - 3:07
10. You Get Your Kicks  (Crewe/Knight) - 3:07
11. I Need Help  (Calello/Crewe) - 2:26
12. Any Day Now  (Bacharach/Hilliard) - 3:20
13. Breakout  (Bernstein/Knight) - 3:14